# Diezelsky (Adelsgeschlecht)

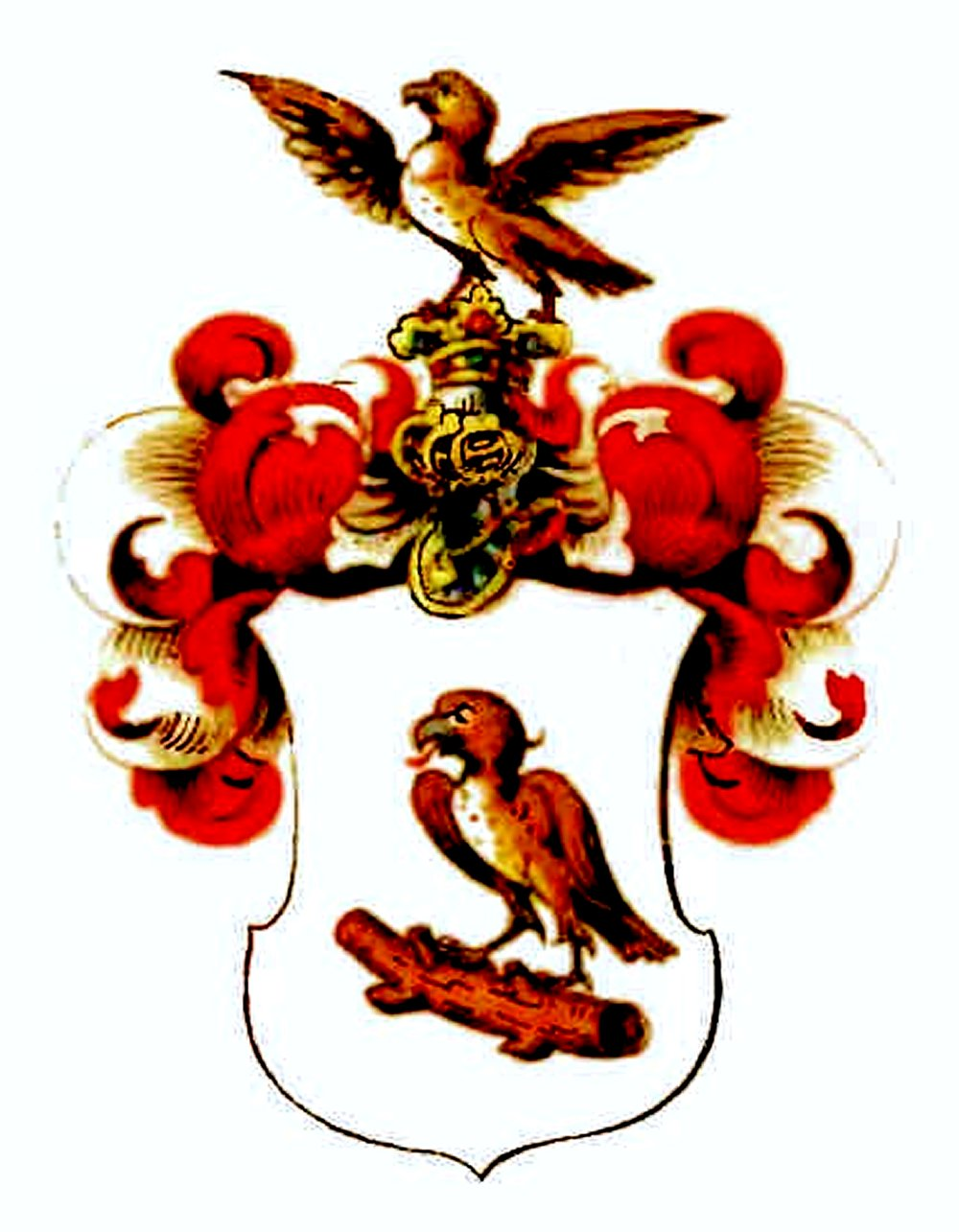
Wappen derer von Diezelsky

Diezelsky oder auch von Diezelsky, von Diezelski, Dziecielski bzw. Dzięcielski ist der Name eines pommerellisch-pommerschen, polnischen und schließlich preußischen Adelsgeschlechts.

## Geschichte
Das Geschlecht wird seit der zweiten Hälfte des 16. Jahrhunderts mit Grundbesitz in Pommerellen bzw. Pommern genannt. Der Familienname ist dem Gut Dzięcielec entlehnt. Elzow nennt Michael Zizelske 1602 als frühesten Lehnsnehmer der Familie, jedoch wurden bereits 1569 einige Brüder und Vettern als solche in Urkunden genannt. Die urkundlich belegte Stammreihe des Geschlechts beginnt mit Johann von Diezelsky, der um 1630 auf Kantrzin im Lauenburgischen Erbherr war. Späterhin hat sich die Familie vor allem im Soldatenberuf, als Offiziere in der preußischen Armee hervorgetan.
Zum Güterbesitz zählten neben weiteren Chottschow, Merzin, Schimmerwitz und Zinzelitz im Kreis Lauenburg, sowie Borreck und Mlinke im Kreis Karthaus, Dargelow und Levinno im Kreis Neustadt, auch Tarnitze im Kreis Falkenberg. Um 1939 besaß den 530 ha Forst Groß-Boschpol, Kreis Lauenburg, Pommern, Renate von Diezelsky, geborene von Weiher, Ehefrau des Alfred von Diezelsky-Mersin (1879–1945).

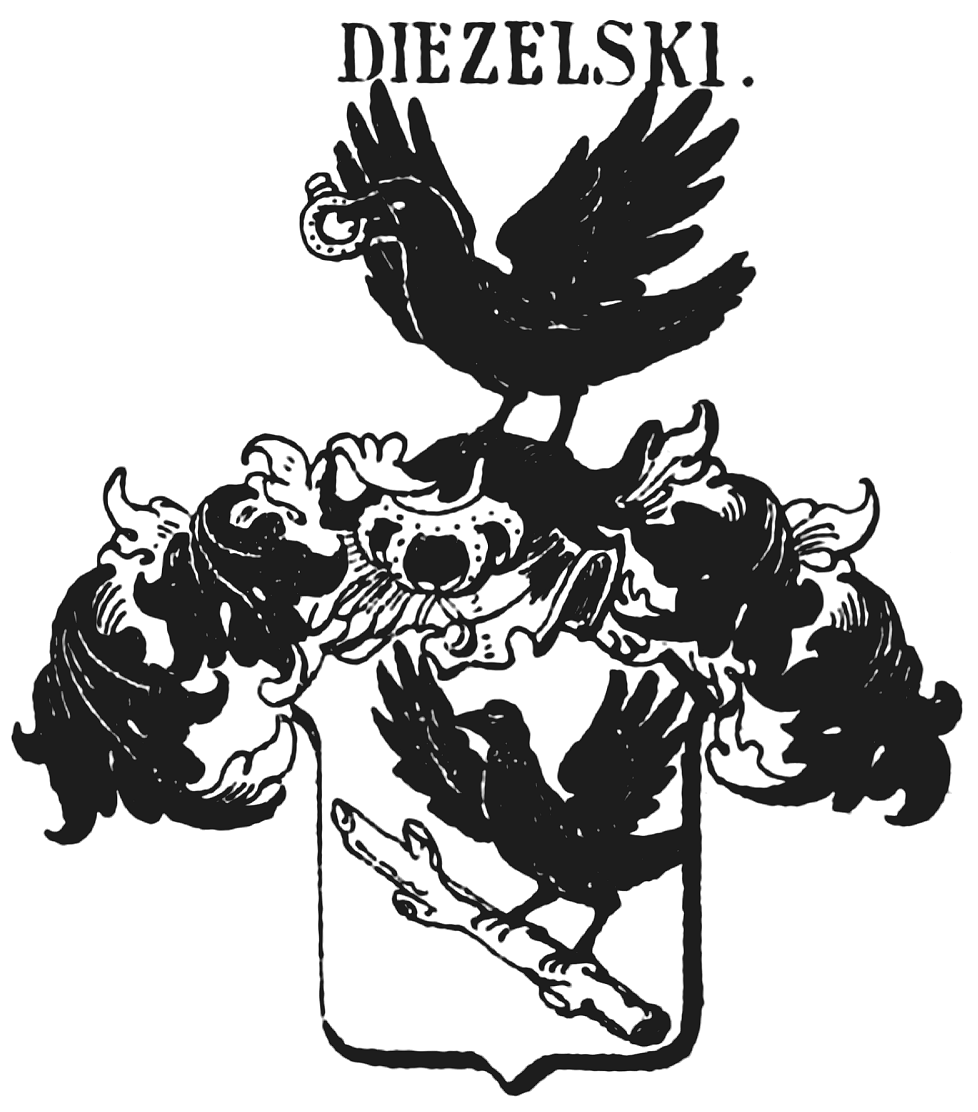
Wappen derer von Diezelski im Siebmacher

## Wappen
Das Stammwappen zeigt in Gold auf einem trockenen schrägrechtsliegenden Ast einen Blauspecht. Auf dem gekröntem Helm mit gold-blauen Decken der Specht mit ausgebreiteten Flügeln. Da sich Stammgut als auch Familienname von Specht (polnisch: dzięcioł) herleiten, handelt es sich um ein Redendes Wappen.
Als Variante wird der Vogel auch als naturfarbener Falke dargestellt, auf silbernem Grund. Dann sind auch die Helmdecken rot-silbern dargestellt.

## Angehörige
- Melchior von Diezelsky (1708–1757), preußischer Major
- Michael Ludwig von Diezelsky (1708–1779), Chef des Berliner Invalidenkorps und des Invalidenhauses
- Ferdinand Sigismund von Diezelsky (1762–1835), preußischer Generalmajor
- Ferdinand Albert von Diezelsky (1805–1892), preußischer Generalmajor
- Adolf von Diezelsky (1835–1898), preußischer Generalmajor